# Avinyó
Avinyó est une commune de la province de Barcelone, en Catalogne, en Espagne, de la comarque de Bages

## Lieux et monuments
Avinyó est jumelé avec le village français de Locquirec en Bretagne.

## Culture
Une rue du Quartier gothique de Barcelone, la rue d'Avinyó, porte le nom d’Avinyó. Siège d’une maison close que fréquentait Pablo Picasso, c’est à elle et aux prostituées qui y exerçaient et non à la ville française d’Avignon que son célèbre tableau Les Demoiselles d'Avignon doit son nom.

## Jumelages
Locquirec (France)